# Nagoya University

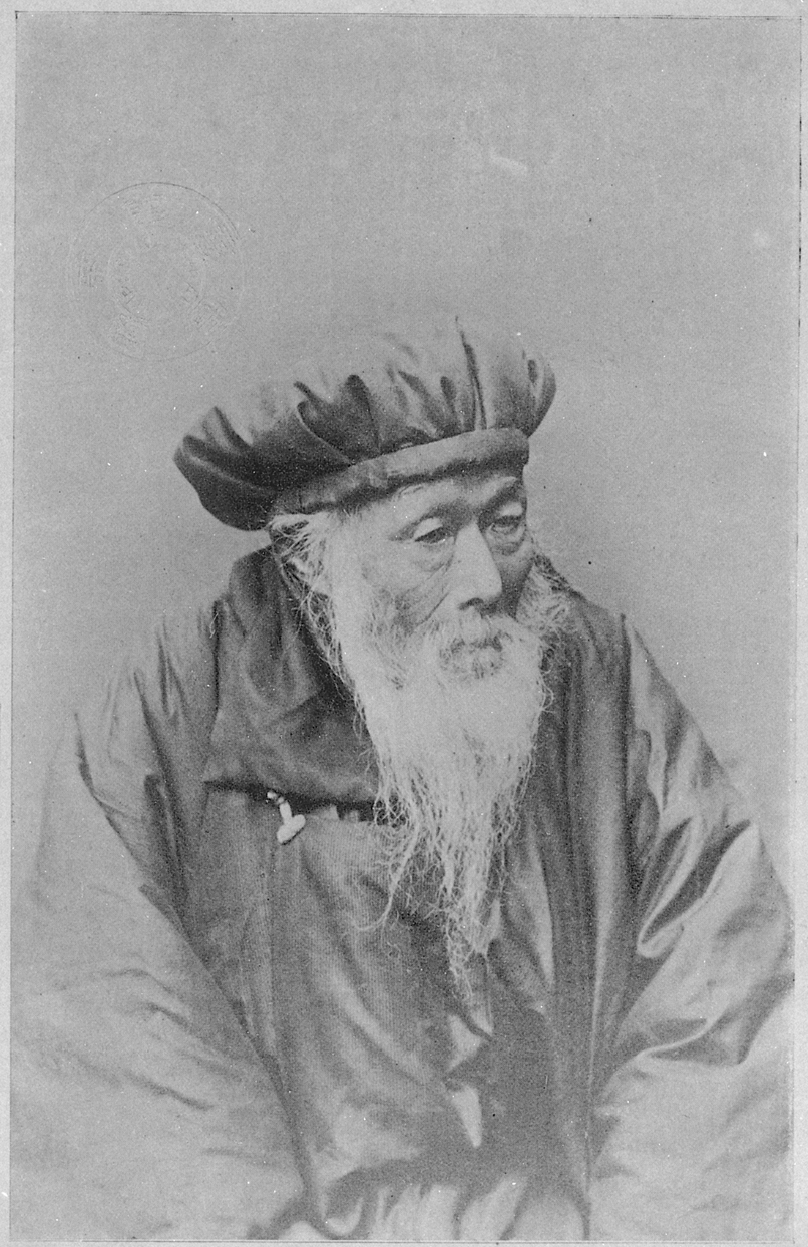
Keisuke Itō

Nagoya University (jap. 名古屋大学 Nagoya Daigaku) – uniwersytet państwowy w Nagoi, w Japonii. 

## Historia
Kolebką dzisiejszego uniwersytetu była tymczasowa placówka łącząca szkołę medyczną i szpital publiczny. Została utworzona w 1871 roku pod kierunkiem Keisuke Itō (1803–1901) i innych pionierów medycyny z kliniki szczepień przeciwko ospie w domenie (han) Nagoya (wcześniej: Owari), aby szerzyć zachodnią medycynę i kształcić lekarzy. 
Po wielu zmianach szpital i szkoła zostały przemianowane na Aichi Medical School w 1881 roku, w 1903 na Aichi Prefectural Medical College, a w 1920 r. na Aichi Medical College. Dodając w 1920 roku do struktury uczelni inne szkoły utworzono wielokierunkowy uniwersytet miasta Nagoi, które stawało się wówczas jednym z największych w Japonii. 
W 1939 roku uczelnia otrzymała nazwę Nagoya Imperial University (名古屋帝國大學 Nagoya Teikoku Daigaku).
W październiku 1947 roku nazwę zmieniono na Nagoya University (名古屋大学 Nagoya Daigaku), a w 1948 roku utworzono kolejne szkoły różnych dziedzin. Reformy i nowe systemy edukacyjne z lat 1949 i 1953 doprowadziły do uruchomienia wielu kierunków.
Dalszy rozwój nastąpił po roku 1990, gdy Uniwersytet zaczął tworzyć niezależne szkoły wyższe, jak: Graduate School of International Development (1991), Graduate School of Human Informatics (1992), Graduate School of Mathematics (1995), Graduate School of Languages and Cultures (1998), czy Graduate School of Information Science (2003). 
W ramach reformy dot. uczelni państwowych w 2004 roku Uniwersytet Nagoya stał się państwową korporacją uniwersytecką. W dniu 17 maja 2019 roku japoński parlament przyjął „Ustawę o częściowej zmianie ustawy o edukacji szkolnej” ("Law for the Partial Revision of the School Education Act"). Zgodnie z nią nastąpiła częściowa zmiana prawa niezbędnego do integracji dwóch państwowych korporacji uniwersyteckich: Uniwersytetu Gifu i Uniwersytetu Nagoya w jedną państwową korporację uniwersytecką o nazwie: „Tokai National Higher Education and Research System” (THERS)
Na uniwersytecie znajduje się dziewięć szkół licencjackich, 13 szkół wyższych, trzy instytuty badawcze i trzy międzyuczelniane placówki usługowe.

## Laureaci Nagrody Nobla
- Ryōji Noyori – 2001, chemia
- Osamu Shimomura – 2008, chemia
- Makoto Kobayashi – 2008, fizyka
- Toshihide Masukawa – 2008, fizyka
- Isamu Akasaki – 2014, fizyka
- Hiroshi Amano – 2014, fizyka

## Rankingi uczelni
Według Akademickiego Rankingu Uniwersytetów Świata w 2019 roku, sporządzonego przez ShanghaiRanking Consultancy, Nagoya University został sklasyfikowany na 3. miejscu w Japonii i 90. na świecie

## Galeria

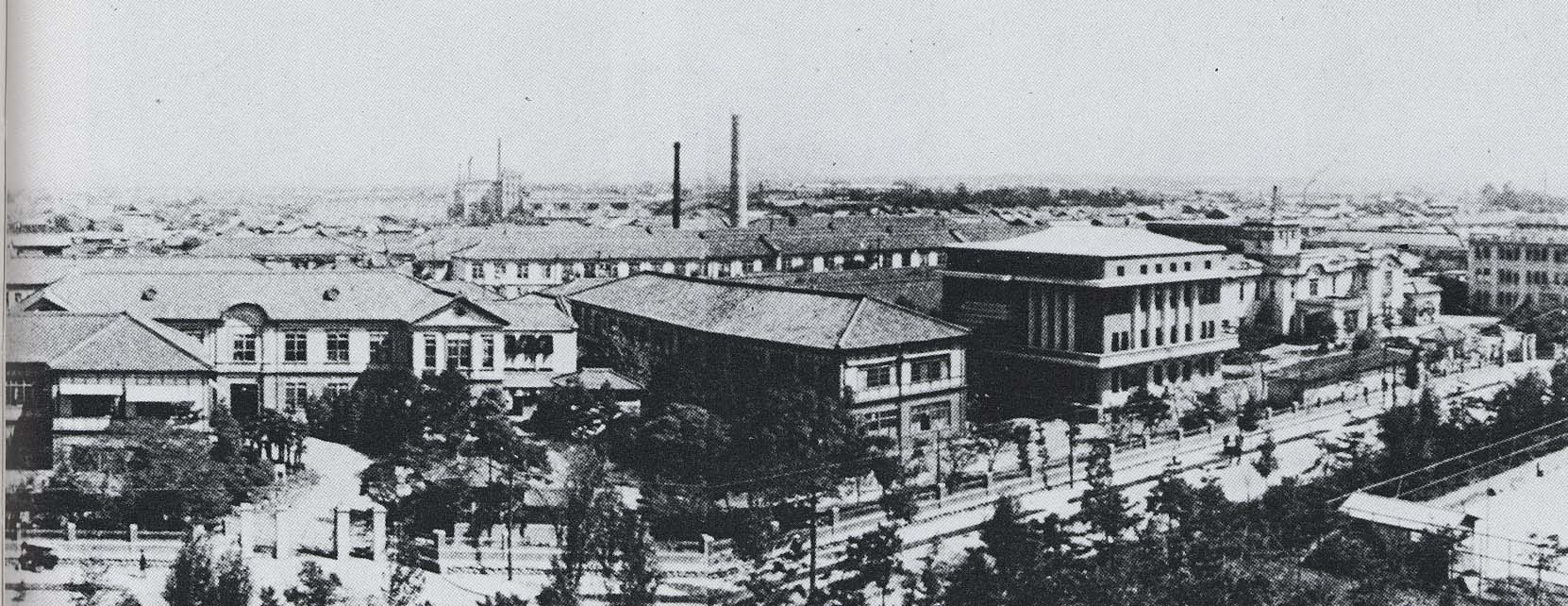
Nagoya Imperial University, Wydział Medyczny
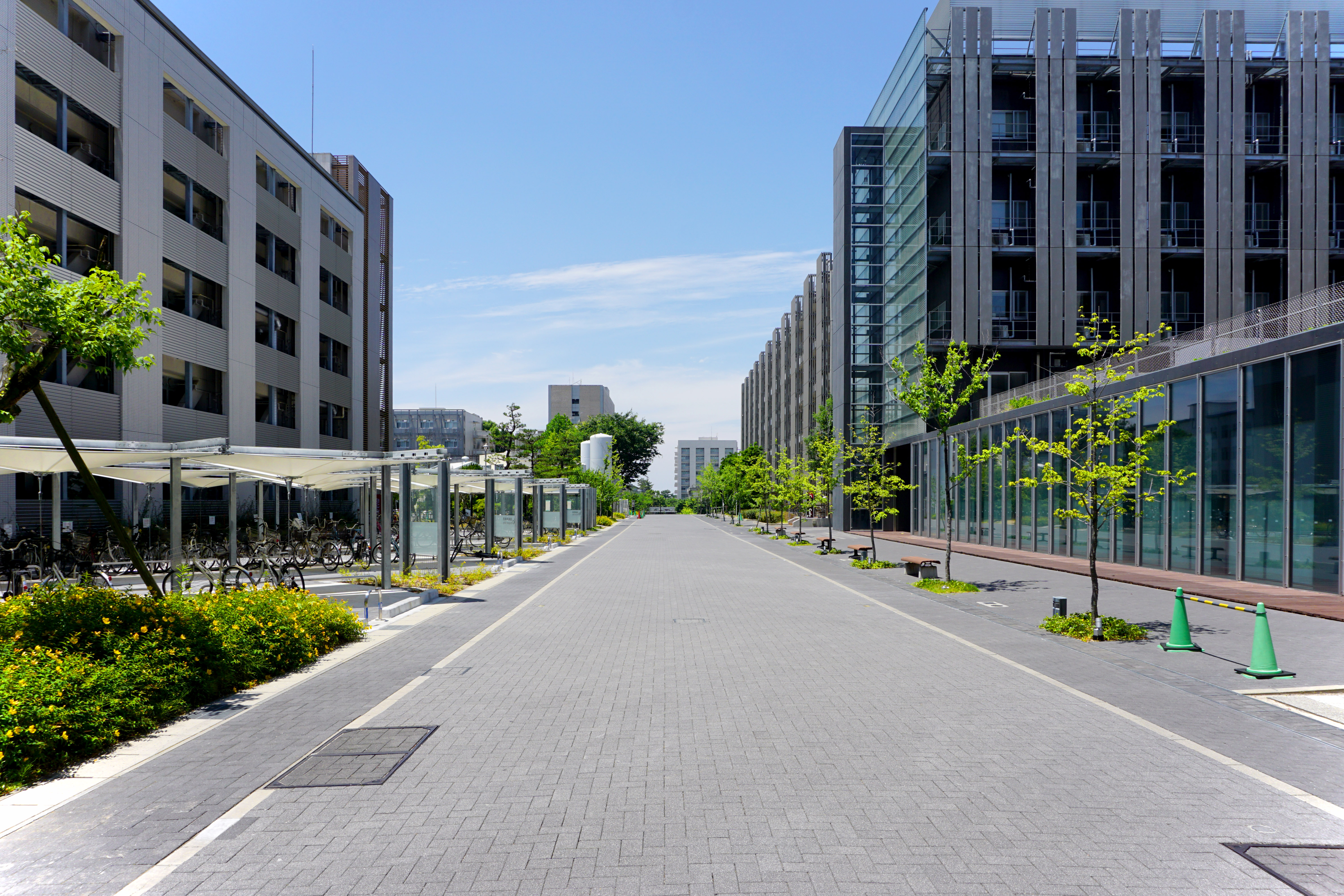
Uniwersytet dzisiaj (2015)
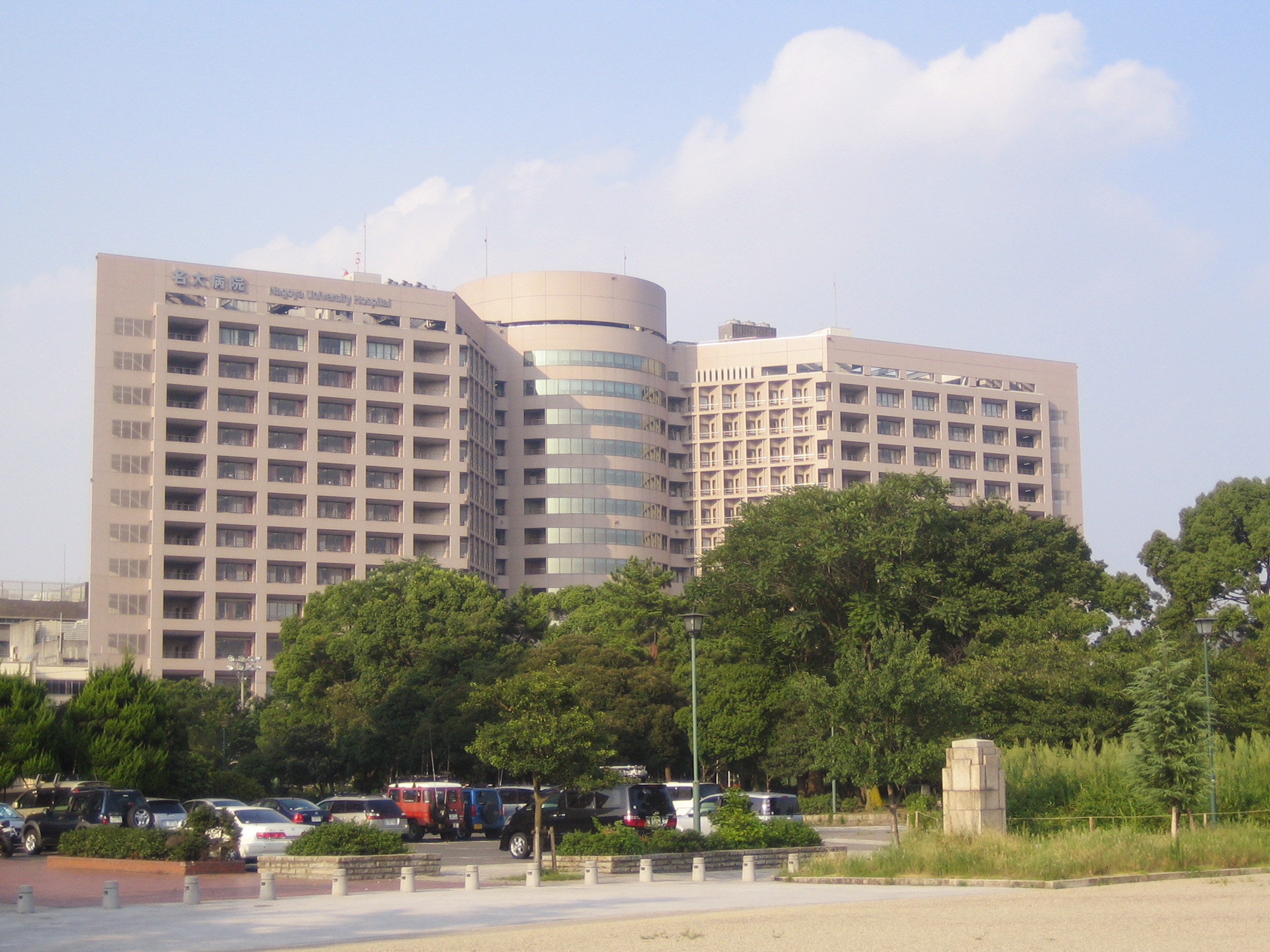
Szpital uniwersytecki